# Lancia Appia derivate e speciali
La Lancia Appia è una autovettura prodotta dalla Lancia dal 1953 al 1963: gli autotelai speciali destinati ai migliori carrozzieri italiani per la realizzazione di versioni con allestimenti speciali (coupé di lusso, spyder-convertibili-giardinette-berline di lusso) vennero prodotti dal 1956 al 1963

## Le Appia fuori serie e "speciali"
Malgrado la moda di quegli anni ed una meccanica comunque attraente, la prima serie dell'Appia non riceve alcuna carrozzeria fuoriserie, soprattutto perché la Lancia, impegnata in quel periodo nel settore agonistico (prima) ed in una profonda ristrutturazione (poi), non mostra interesse per questo tipo di promozione commerciale. Le cose cambiano subito dopo il lancio, nel marzo del 1956 della seconda serie, quando la casa rende disponibili tredici pianali (contrassegnati dal numero di identificazione 812.00) per i più quotati tra i carrozzieri.

L'Appia seconda serie carrozzata coupé da Allemano

Otto di essi vengono "vestiti" da Vignale (4), Allemano (3) e Pininfarina (1) mentre altri 5 (dopo aver ricevuto un motore più potente, da 53 CV, ed il comando del cambio a cloche e quindi identificati col numero 812.01) sono carrozzati da Allemano, Boano, Ghia, Motto e Zagato.
Molta curiosità desta, al Salone dell'automobile di Torino dell'aprile '56, il coupé di Zagato, subito soprannominato "cammello" per via delle "gobbe" che contraddistinguono la sua carrozzeria: sarà il capostipite di un gran numero di coupé sportivi che il celebre carrozziere milanese metterà in cantiere negli anni successivi.

L'Appia seconda serie nella prima interpretazione di Pininfarina (1956): evidente la "parentela" stilistica con le Aurelia-Florida e con la Flaminia

Visto l'interesse mostrato dai carrozzieri, la Casa torinese mette a loro disposizione ulteriori pianali sui quali Pininfarina e Vignale preparano rispettivamente un bel coupé assai lussuoso ed una spyder (definita "convertibile"), che saranno esposte al Salone di Ginevra del marzo 1957 e che appariranno nel listino Lancia ufficiale a partire dal maggio '57 (Lire 1.835.000 il coupé, 1.775.000 la convertibile). Dal canto suo, il carrozziere Motto (Ca.Mo) realizza una mini-serie di berlinette sportive commissionategli da un "pool" di agenti Lancia: sembra che, benché in origine la commessa fosse per 25 unità, la Ca.Mo ne abbia effettivamente costruito solo 10. Per la cronaca: una di queste berlinette otterrà, alla Mille Miglia del '57, un sesto posto nella classe 1100 Gran Turismo, alle spalle di quattro Appia di Zagato e di una Fiat 1100.103 (anch'essa carrozzata Zagato). Altre versioni derivate dall'Appia sono la "Lusso" di Vignale (una 4 posti uscita a fine 1958 ma in pratica commercializzata per un solo anno nel 1960) e la Giardinetta di Viotti (la "station wagon" dell'epoca) esposta come novità al Salone di Torino dell'autunno 1959 e posta in vendita qualche mese dopo.

### Le numerazioni degli autotelai delle Appia fuori serie e "speciali"
Se il dato riguardante il numero complessivo di Appia speciali costruite non è in discussione e può essere fissato in 5.161 unità, la suddivisione per serie e per modelli è difficilmente quantificabile (o quanto meno può essere definita ma non si ha la assoluta certezza della validità dei dati).
La numerazione degli autotelai Appia speciali ha seguito i seguenti criteri:
Seconda serie

L'Appia seconda serie carrozzata coupé da Boano

- telaio 812.00 = sigla assegnata ai primi tredici pianali che, nel 1956, la Lancia mette a disposizione dei carrozzieri; 5 di questi, però, vengono successivamente muniti di motore più potente e ridefiniti come serie 812.01; quindi, gli autotelai della serie 812.00 sono alla fine soltanto 8 (e sono contraddistinti dai numeri progressivi 1001, 1002, 1004, 1007, 1009, 1011, 1012, 1013)
- telaio 812.01 = oltre ai primi 5 pianali messi a disposizione dei carrozzieri nel 1956 (contraddistinti dai numeri progressivi 1003, 1005, 1006, 1008 e 1014), la numerazione prosegue dal 1015 fino al 2756; complessivamente, dunque, abbiamo 1747 telai; 13 di essi vengono utilizzati per le vere e proprie fuoriserie, mentre gli altri 1734 vanno a contraddistinguere le prime berlinette Appia Zagato e le Appia coupé 2+2 Pininfarina e le convertibili Vignale derivate dalla seconda serie. La stima di ripartizione è questa: 153 berlinette Zagato (GT,GTS e GTE), e 1581 tra coupé 2+2 Pininfarina e convertibili Vignale.

Per la storia, la capostipite di tutte le Appia carrozzate da Zagato, la famosa "Appia-Cammello" del 1956, reca il numero di telaio 812.01-1005.
Il totale delle "speciali" della seconda serie è pari a 1.755 pezzi.
Terza serie

L'Appia seconda serie berlinetta "Gran Lusso" realizzata da Vignale

La numerazione prosegue, ad iniziare dal 2757 per concludersi con il numero 5662 (per un totale dunque di 2906 pezzi) e viene utilizzata indifferentemente per i seguenti autotelai:
- telaio 812.01 = questa sigla identificativa contraddistingue tutte le Convertibili Vignale, le prime Coupé 2+2 Pininfarina/Viotti della terza serie (successivamente siglate 812.04) e la maggior parte delle Berlinette Zagato GTE (successivamente siglate 812.03);
- telaio 812.02 = questa sigla contraddistingue esclusivamente le Berline Lusso Vignale (478 unità);
- telaio 812.03 = questa sigla contraddistingue le ultime Berlinette Zagato GTE;
- telaio 812.04 = questa sigla contraddistingue le ultime Coupé 2+2 Pininfarina (ormai costruite materialmente da Viotti);

Altre numerazioni "ex novo", inizianti quindi dal numero 1001 come nella tradizione Lancia, vengono invece destinate a due modelli particolari: la Berlinetta Sport Zagato a passo corto e la Giardinetta di Viotti; eccone il dettaglio:
- telaio 812.05 = dal n. 1001 al n. 1200, contraddistingue le Berlinette Sport Zagato a passo corto;
- telaio 808.21 = dal n. 1001 al n. 1300, contraddistingue le Giardinette di Viotti.

Il totale delle "speciali" della terza serie è pari a 3.406 pezzi.

### Dati produttivi Appia fuori serie e "speciali"
| Dati produzione Appia fuori serie e "speciali" (Coupé 2+2, Convertibili, Berlinette Zagato, Lusso, Giardinette) | Dati produzione Appia fuori serie e "speciali" (Coupé 2+2, Convertibili, Berlinette Zagato, Lusso, Giardinette) | Dati produzione Appia fuori serie e "speciali" (Coupé 2+2, Convertibili, Berlinette Zagato, Lusso, Giardinette) | Dati produzione Appia fuori serie e "speciali" (Coupé 2+2, Convertibili, Berlinette Zagato, Lusso, Giardinette) |  |
| --- | --- | --- | --- |  |
| Anni | Seconda serie                                                                                                   | Terza serie | Totale |  |
| | | | |  |
| 1956 | 29 | --- | 29 |  |
| 1957 | 834 | --- | 834 |  |
| 1958 | 681 | --- | 681 |  |
| 1959 | 211 | 710 | 921 |  |
| 1960 | --- | 1576 | 1576 |  |
| 1961 | --- | 692 | 692 |  |
| 1962 | --- | 411 | 411 |  |
| 1963 | --- | 17 | 17 |  |
| | | | |  |
| Totale per serie                                                                                                | 1755 [a] | 3406 [b] | 5161 [c] |  |

Note:
[a]: ripartizione stimata per modello: 21 "fuoriserie", 153 Berlinette Zagato (GT, GTS, GTE) e 1581 tra Coupé 2+2 Pininfarina e Convertibili Vignale;

[b]: ripartizione stimata per modello: 368 Berlinette Zagato GTE, 200 Berlinette Sport Zagato a passo corto, 300 "Giardinette" Viotti, 478 "Lusso" Vignale e 2060 tra Coupé 2+2 Pininfarina e Convertibili Vignale;

[c]: ripartizione stimata per modello: 21 fuoriserie, 521 Berlinette Zagato (GT, GTS, GTE), 200 Berlinette Sport Zagato a passo corto, 478 Berline "Lusso" di Vignale, 300 Giardinette Viotti, 3841 tra Coupé 2+2 Pininfarina/Viotti e Convertibili Vignale.
Da sottolineare tuttavia che i dati "certi" sono soltanto i quattro sottoindicati: 

1. il totale (5161);

2. il numero di Zagato del tipo Sport a passo corto (200).

3. il numero di Appia "Lusso" (478);

4. il numero di "Giardinette" (300);

Si possono poi individuare (ma si tratta di stime):

- n 21 "fuoriserie" (10 di Motto, 4 di Vignale, 4 di Allemano, 1 di Boano, 1 di Ghia e 1 di Pininfarina);

- n 521 Berlinette Zagato (GT, GTS, GTE);

- n 3641 unità rimanenti, costituite da Coupé 2+2 Pininfarina/Viotti e Convertibili Vignale;

### Dati vendite per "serie" e per anno
Escludendo dal computo i cosiddetti "veicoli commerciali" (Furgoncini, Autolettighe e Camioncini) per i quali non si hanno dati precisi concernenti le vendite in Italia, le "Appia" immatricolate nuove in Italia, dal 1953 al 1963, risultano 97.026.
Poiché le unità costruite sono invece 103.161 (98.000 berline e 5.161 "speciali" ovvero coupé 2+2, convertibili, berlinette Zagato, Giardinette e Lusso), se ne deduce che l'esportazione ha assorbito poco più di 6.000 unità (6135 pezzi) vale a dire un 6% scarso della produzione.
Una stima del dato per ciascuna serie conduce a questi numeri:
- Prima serie: 20.025 costruite (esclusivamente berline), 19.700 vendute in Italia, 325 esportate (1,6%)
- Seconda serie: 24.180 costruite (22.425 berline e 1.755 "speciali"), 22.100 vendute in Italia, 2.080 esportate (8,6%)
- Terza serie: 58.956 costruite (55.550 berline e 3.406 "speciali"), 55.226 vendute in Italia, 3.730 esportate (6,3%)

| Dati vendite in Italia vetture Appia (comprese, oltre alle Berlina, le Coupé, le Berlinette Zagato, le Spider, le Giardinette e le Lusso ma esclusi i veicoli cosiddetti "commerciali", ovvero Autolettighe, Camioncini e Furgoncini) | Dati vendite in Italia vetture Appia (comprese, oltre alle Berlina, le Coupé, le Berlinette Zagato, le Spider, le Giardinette e le Lusso ma esclusi i veicoli cosiddetti "commerciali", ovvero Autolettighe, Camioncini e Furgoncini) | Dati vendite in Italia vetture Appia (comprese, oltre alle Berlina, le Coupé, le Berlinette Zagato, le Spider, le Giardinette e le Lusso ma esclusi i veicoli cosiddetti "commerciali", ovvero Autolettighe, Camioncini e Furgoncini) | Dati vendite in Italia vetture Appia (comprese, oltre alle Berlina, le Coupé, le Berlinette Zagato, le Spider, le Giardinette e le Lusso ma esclusi i veicoli cosiddetti "commerciali", ovvero Autolettighe, Camioncini e Furgoncini) | Dati vendite in Italia vetture Appia (comprese, oltre alle Berlina, le Coupé, le Berlinette Zagato, le Spider, le Giardinette e le Lusso ma esclusi i veicoli cosiddetti "commerciali", ovvero Autolettighe, Camioncini e Furgoncini) |
| --- | --- | --- | --- | --- |
| | | | | |
| Anni | Prima serie | Seconda serie | Terza serie | Totale |
| | | | | |
| 1953 | 4547 | --- | --- | 4547 |
| 1954 | 9297 | --- | --- | 9297 |
| 1955 | 5007 | --- | --- | 5007 |
| 1956 | 849 [a] | 4401 [a] | --- | 5250 [a] |
| 1957 | --- | 8275 | --- | 8275 |
| 1958 | --- | 7855 | --- | 7855 |
| 1959 | --- | 1569[b] | 7886[b] | 9455 [b] |
| 1960 | --- | --- | 16209 | 16209 |
| 1961 | --- | --- | 14656 | 14656 |
| 1962 | --- | --- | 11675 | 11675 |
| 1963 | --- | --- | 4800 | 4800 |
| Totale | 19700 [c] | 22100 [c] | 55226 [c] | 97026 [c] |

Note:
[a] Il totale annuo (5250 unità) è un dato certo, mentre la ripartizione tra "I serie" (849) e "II serie" (4401) è un dato stimato anche se certamente prossimo alla realtà;

[b] Il totale annuo (9455 unità) è un dato certo, mentre la ripartizione tra "II serie" (1569) e "III serie" (7886) è un dato stimato anche se certamente prossimo alla realtà;

[c] La ripartizione nelle tre serie è frutto di stima (ved. precedenti note [a] e [b]) anche se i dati dovrebbero essere assai prossimi alla realtà.

### Schema periodi commercializzazione versioni Appia "speciali"
| Schema commercializzazione versioni Appia "Speciali" | Schema commercializzazione versioni Appia "Speciali" | Schema commercializzazione versioni Appia "Speciali" | Schema commercializzazione versioni Appia "Speciali" | Schema commercializzazione versioni Appia "Speciali" | Schema commercializzazione versioni Appia "Speciali" | Schema commercializzazione versioni Appia "Speciali" | Schema commercializzazione versioni Appia "Speciali" |
| ---------------------------------------------------- | ---------------------------------------------------- | ---------------------------------------------------- | ---------------------------------------------------- | ---------------------------------------------------- | ---------------------------------------------------- | ---------------------------------------------------- | ---------------------------------------------------- |
|                                                      | Coupé 2 posti +2 Pininfarina/Viotti                  | Coupé 2 posti +2 Pininfarina/Viotti                  | Convertibili 2 posti Vignale                         | Convertibili 2 posti+2 Vignale                       | Convertibili 2 posti+2 Vignale                       | Berline Lusso Vignale                                | Giardinette Viotti                                   |
| Anni                                                 | II serie                                             | III serie                                            | II serie                                             | II serie                                             | III serie                                            | III serie                                            | III serie                                            |
|                                                      |                                                      |                                                      |                                                      |                                                      |                                                      |                                                      |                                                      |
| 1957                                                 | da maggio                                            | ---                                                  | da maggio                                            | ---                                                  | ---                                                  | ---                                                  | ---                                                  |
| 1958                                                 | anno intero                                          | ---                                                  | sino a settembre                                     | da ottobre                                           | ---                                                  | ---                                                  | ---                                                  |
| 1959                                                 | sino a primavera                                     | da primavera                                         | ---                                                  | sino a primavera                                     | da primavera                                         | da novembre                                          | ---                                                  |
| 1960                                                 | ---                                                  | anno intero                                          | ---                                                  | ---                                                  | anno intero                                          | anno intero                                          | da febbraio                                          |
| 1961                                                 | ---                                                  | anno intero                                          | ---                                                  | ---                                                  | anno intero                                          | sino a giugno                                        | anno intero                                          |
| 1962                                                 | ---                                                  | anno intero                                          | ---                                                  | ---                                                  | anno intero                                          | ---                                                  | sino a settembre                                     |
| 1963                                                 | ---                                                  | sino a marzo                                         | ---                                                  | ---                                                  | sino a marzo                                         | ---                                                  | ---                                                  |

### Le fuoriserie del 1956
Le "fuori serie" vere e proprie sono 21, di cui 8 contraddistinti dal numero d'identificazione 812.00 (e motorizzazione "normale") e 13 con motore da 53 HP e quindi contraddistinti dal numero d'identificazione 812.01.
Questo l'elenco:
- 812.00 Allemano = 3
- 812.00 Pininfarina = 1
- 812.00 Vignale = 4
- 812.01 Allemano = 1
- 812.01 Boano = 1
- 812.01 Ghia = 1
- 812.01 Motto = 10

La 812.01 carrozzata da Zagato non va considerata come "fuori serie" in quanto trattasi del primo esemplare della numerosa e feconda famiglia di sportive Zagato, la cui costruzione proseguirà sino al 1963.

L'Appia seconda serie carrozzata coupé dalla Ghia svizzera (Ghia-Aigle) nel 1956/57
L'Appia seconda serie carrozzata in coupé da Vignale
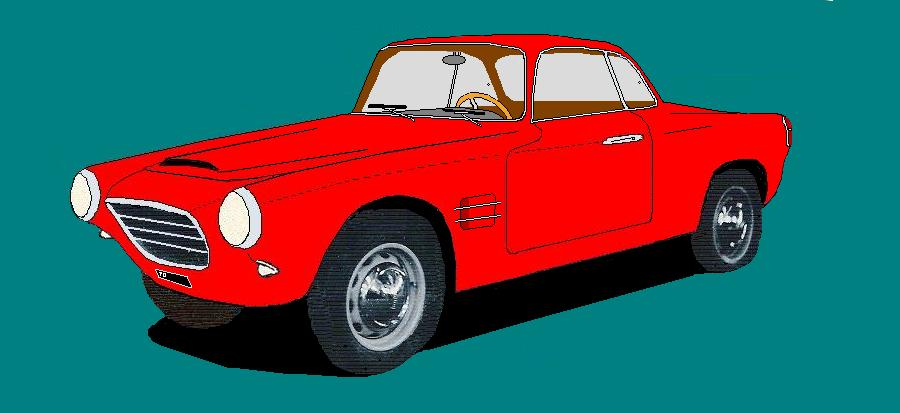
La compatta Appia seconda serie berlinetta sport costruita da Motto in una serie di 10 esemplari
L'Appia convertibile Vignale a 2 posti, al debutto (Salone di Ginevra, marzo 1957)
L'Appia cabriolet Vignale nella sua prima versione a due posti
Vista frontale dell'Appia coupé Pininfarina del 1957

### Coupé 2+2 Pininfarina/Viotti

Il prototipo di pre-serie del coupé Appia di Pininfarina

Dopo l'allestimento di un primo "pezzo unico" dalla linea decisamente convenzionale  Pininfarina realizza una seconda berlinetta più attraente e più originale. Questa nuova creazione, una coupé a due posti più due di fortuna, si fa notare innanzitutto per le ampie superfici vetrate che la rendono molto filante, per il disegno del padiglione, il cui montante laterale a "V" (con il ripetitore direzionale inizialmente inserito all'apice della "V") rompe gli schemi tradizionali, e per il frontale ispirato a quello della Flaminia (che anticipa quello che da lì a due anni caratterizzerà la berlina terza serie).

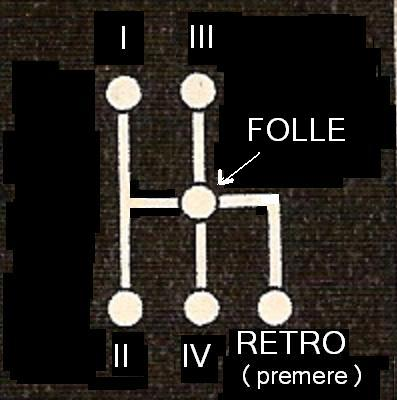
Schema posizioni marce

Il binomio Lancia-Pininfarina presenta questo coupé in veste pressoché definitiva al Salone di Ginevra nel marzo '57. Meno di due mesi dopo, nei primi giorni di maggio, la nuova vettura (che viene commercializzata dalla organizzazione Lancia) entra in listino. Rispetto alla versione di pre-serie, l'Appia coupé "definitiva" si distingue soprattutto nella fanaleria di coda, dove i fanalini rotondi (sorretti da un vistoso supporto cromato) lasciano il posto a fanalini a diedro incorporati nelle pinne (ora più pronunciate) e fanalini rossi supplementari montati appena sopra al paraurti. Altre differenze si notano nel frontale, dove la mascherina appare modificata ed i fanalini sono rettangolari anziché rotondi.

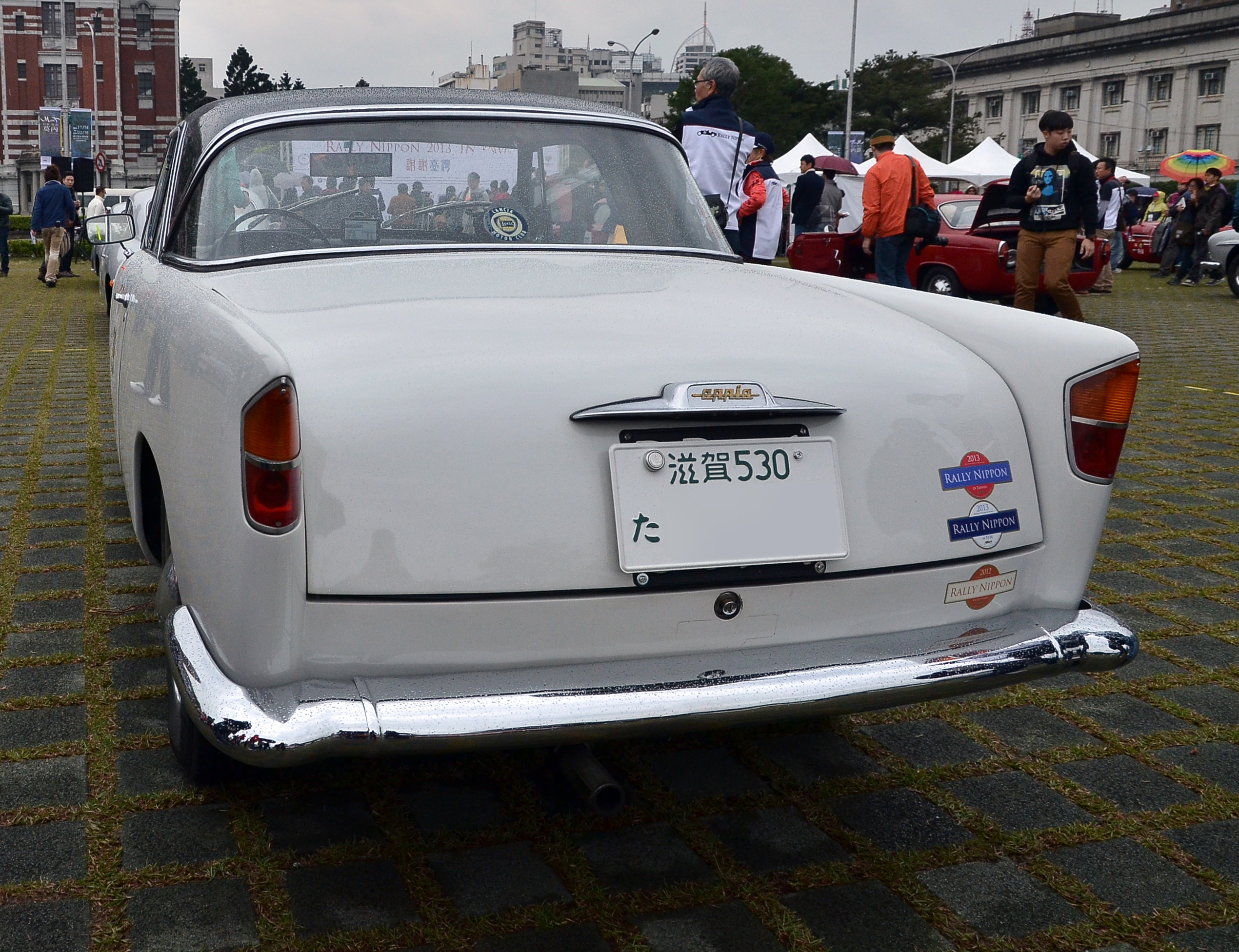
I caratteristici fanalini posteriori "a diedro"

Costruita sul telaio predisposto dalla casa torinese per le creazioni "fuori serie" - munito di motore più potente e di cambio con comando a cloche - la creatura del maestro Pininfarina, un vero gioiellino, si fa notare anche per il curatissimo abitacolo che dispone di due sedili anteriori ribaltabili e di un divanetto posteriore e che, come di moda all'epoca, viene definito come "coupé a due posti più due di fortuna". Un'altra caratteristica di questa vettura è data dalla colorazione bicolore, con il padiglione che in tal modo viene messo in risalto e che pare quasi simulare visivamente una "capote": da notare che il padiglione è contornato da un bordo cromato che ne rimarca il disegno a "V".

Il prototipo di "pre-serie" visto di 3/4 posteriore

Poche le modifiche cui è oggetto nei suoi sei anni di vita. Le prime si hanno nel 1957, dopo pochi esemplari, allorché scompare la scritta "Pininfarina" in corsivo sotto gli stemmi laterali, viene soppresso il lampeggiatore all'interno della "V" e vengono montate nuove coppe-ruote (sono quelle delle Appia berlina). Abolite anche le due piccole bandierine "incrociate" applicate nei primi esemplari sul coperchio del bagagliaio e sul posacenere.
Nella primavera del 1959 - dopo il lancio della terza serie della berlina - le derivate (e quindi anche questo coupé) godono di un esiguo aumento della potenza (da 53 a 54 CV) poi, agli inizi del 1960, abbiamo l'adozione del doppio circuito frenante, la modifica alle luci posteriori e l'aggiunta del ripetitore lampeggiante laterale (queste ultime due modifiche sono imposte dalle norme del nuovo Codice della strada).
Intanto l'assemblaggio della vettura, inizialmente curato dalla stessa Pininfarina, viene "girato" alla Carrozzeria Viotti (per motivi di organizzazione produttiva) senza che peraltro cambi alcunché nella linea o nelle finiture.

Sylva Koscina accanto ad una Lancia Appia coupé Pininfarina

Nella primavera del '60 gli ultimi aggiornamenti tecnici: una nuova testata, un nuovo collettore con condotti di alimentazione separati, un nuovo carburatore e variazioni alla distribuzione ne incrementano la potenza, che arriva così a 60 CV.
Anche se la concorrenza da parte della contemporanea Alfa Romeo Giulietta Sprint è davvero fortissima, questo elegante coupé riesce a ritagliarsi un suo pur minuscolo spazio (quello che nel terzo millennio definiamo come "nicchia") ed ottiene un discreto successo - tanto da risultare la più diffusa tra le fuoriserie...."di serie" dell'Appia - anche per la presa che essa esercita sul pubblico femminile.
Una tra le più amate attrici dell'epoca, Sylva Koscina, nelle riprese del film di Luigi Zampa Il vigile (girato nel 1960) che la vede comparire a fianco di Alberto Sordi, appare alla guida di un'Appia coupé: pare che la vettura fosse di proprietà dell'attrice, che affermava di essere capace di guidare una sola macchina: la sua Appia Pininfarina.

#### Coupé 2+2 Pininfarina II serie (1957-59)
Il binomio Lancia-Pininfarina presenta questo coupé in veste pressoché definitiva al Salone di Ginevra nel marzo '57. Meno di due mesi dopo, nei primi giorni di maggio, la nuova vettura (che viene commercializzata dalla organizzazione Lancia) entra in listino e viene venduta al non modico prezzo di 1.835.000 Lire (ovvero circa un 36% in più rispetto alla berlina).
Costruita sul telaio predisposto dalla casa torinese per le creazioni "fuori serie" - munito di motore più potente e di cambio con comando a cloche - questa creatura del maestro Pininfarina, un vero gioiellino, si fa notare anche per il curatissimo abitacolo che dispone di due sedili anteriori ribaltabili e di un divanetto posteriore e che, come di moda all'epoca, viene definito come "coupé a due posti più due di fortuna".
Caratteristiche principali
motore: anteriore a 4 cilindri a V di 1089,51 cm³, potenza 53 HP a 5200 giri, valvole in testa; 

carrozzeria: coupé 2 porte, 2 posti più 2 di fortuna, scocca-piattaforma portante, sospensione anteriore ruote indipendenti, sospensione posteriore ad assale rigido;

trasmissione con trazione alle ruote posteriori, cambio a 4 rapporti+retromarcia;

dimensioni e peso: passo cm 251 - lunghezza cm 413,0 - larghezza cm 149,0 - peso in ordine di marcia Kg 950 circa;

velocità max: Km/h 143.

#### Coupé 2+2 Pininfarina/Viotti III serie (1959-63)

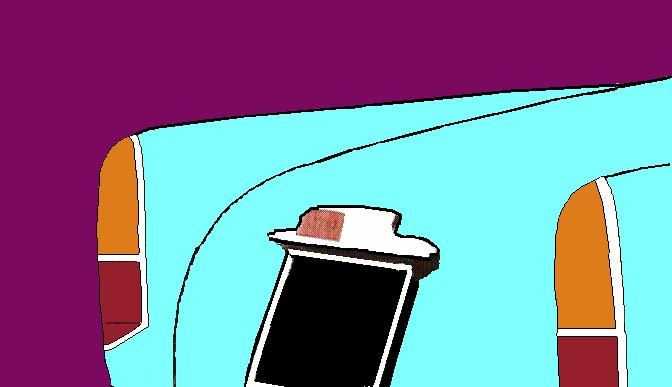
La fanaleria posteriore di foggia tradizionale, dopo le modifiche apportate nel 1960

Nella primavera del 1959, dopo il lancio della terza serie della berlina, le derivate (e quindi anche questo coupé) godono di un esiguo aumento della potenza (da 53 a 54 CV) e di altri piccoli aggiornamenti tecnici, quali le modifiche alla testata motore, alla distribuzione (con nuovi dati per messa in fase), all'impianto di raffreddamento ed a quello di alimentazione; anche l'impianto frenante viene migliorato grazie ai nuovi tamburi anteriori doppio-avvolgenti.
Caratteristiche principali

Un'Appia Coupé nella sua ultima versione; si noti il ripetitore laterale dell'indicatore di direzione

motore: anteriore a 4 cilindri a V di 1089,51 cm³, potenza 54 HP a 5200 giri (da maggio 1960= 60 HP a 5400 giri), valvole in testa; 

carrozzeria: coupé 2 porte, 2 posti più 2 di fortuna, scocca-piattaforma portante, sospensione anteriore ruote indipendenti, sospensione posteriore ad assale rigido;

trasmissione con trazione alle ruote posteriori, cambio a 4 rapporti+retromarcia;

dimensioni e peso: passo cm 251 - lunghezza cm 413,0 - larghezza cm 149,0 - peso in ordine di marcia Kg 955 circa;

velocità max: Km/h 143 (dal maggio 1960=Km/h 146).
Da segnalare infine che gli ultimi esemplari di Coupé 2+2 - ormai assemblati dalla Carrozzeria Viotti e contraddistinti dalla sigla identificativa 812.04 - vengono realizzati sulla base di un pianale che appare irrobustito in alcune parti.

#### Le concorrenti dell'Appia Coupé
Poiché la penetrazione dell'Appia Coupé all'estero è stata quantitativamente limitata, l'esame della gamma delle vetture sue rivali deve essere limitato alla situazione sul mercato italiano.
Nel periodo interessato - che va dal 1957 al 1963 - le vetture con caratteristiche simili a quelle del coupé Appia sono comunque poche: l'Alfa Romeo Giulietta Sprint - destinata per quasi un decennio a recitare la parte di protagonista in questa fascia di mercato - ed alcune realizzazioni di Pininfarina su meccanica Fiat 1100-103 prima e Fiat 1200 e 1500 poi. Per completezza, si può aggiungere alla lista la Moretti 1100 coupé, una compatta e piacevole berlinetta derivata Fiat uscita alla fine del 1961 ma costruita in pochissimi esemplari.
Questo il quadro riassuntivo.

La Fiat 1100-103 TV coupé di Pininfarina (1956)
L'Alfa Romeo Giulietta Sprint prima serie (1956-58)
La Moretti 1100 derivata Fiat del 1961-62
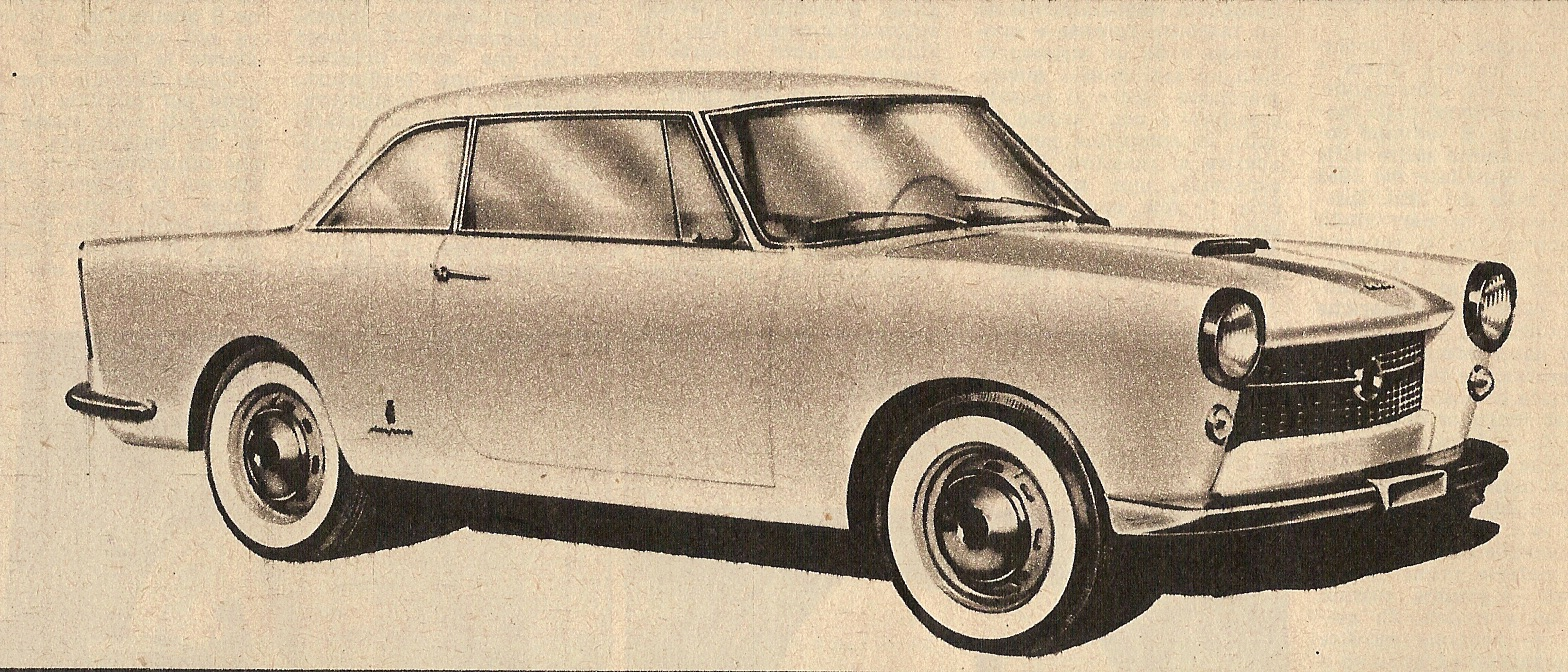
La Fiat 1200 coupé 4 posti di Pininfarina (1958)

| L'Appia Coupé Pininfarina/Viotti e le vetture concorrenti sul mercato Italiano dal 1957 al 1963 | L'Appia Coupé Pininfarina/Viotti e le vetture concorrenti sul mercato Italiano dal 1957 al 1963 | L'Appia Coupé Pininfarina/Viotti e le vetture concorrenti sul mercato Italiano dal 1957 al 1963 | L'Appia Coupé Pininfarina/Viotti e le vetture concorrenti sul mercato Italiano dal 1957 al 1963 | L'Appia Coupé Pininfarina/Viotti e le vetture concorrenti sul mercato Italiano dal 1957 al 1963 | L'Appia Coupé Pininfarina/Viotti e le vetture concorrenti sul mercato Italiano dal 1957 al 1963 | L'Appia Coupé Pininfarina/Viotti e le vetture concorrenti sul mercato Italiano dal 1957 al 1963 | L'Appia Coupé Pininfarina/Viotti e le vetture concorrenti sul mercato Italiano dal 1957 al 1963 | L'Appia Coupé Pininfarina/Viotti e le vetture concorrenti sul mercato Italiano dal 1957 al 1963 | L'Appia Coupé Pininfarina/Viotti e le vetture concorrenti sul mercato Italiano dal 1957 al 1963 | L'Appia Coupé Pininfarina/Viotti e le vetture concorrenti sul mercato Italiano dal 1957 al 1963 | L'Appia Coupé Pininfarina/Viotti e le vetture concorrenti sul mercato Italiano dal 1957 al 1963 | L'Appia Coupé Pininfarina/Viotti e le vetture concorrenti sul mercato Italiano dal 1957 al 1963 | L'Appia Coupé Pininfarina/Viotti e le vetture concorrenti sul mercato Italiano dal 1957 al 1963 | L'Appia Coupé Pininfarina/Viotti e le vetture concorrenti sul mercato Italiano dal 1957 al 1963 | L'Appia Coupé Pininfarina/Viotti e le vetture concorrenti sul mercato Italiano dal 1957 al 1963 | L'Appia Coupé Pininfarina/Viotti e le vetture concorrenti sul mercato Italiano dal 1957 al 1963 | L'Appia Coupé Pininfarina/Viotti e le vetture concorrenti sul mercato Italiano dal 1957 al 1963 | L'Appia Coupé Pininfarina/Viotti e le vetture concorrenti sul mercato Italiano dal 1957 al 1963 |  |
| ----------------------------------------------------------------------------------------------- | ----------------------------------------------------------------------------------------------- | ----------------------------------------------------------------------------------------------- | ----------------------------------------------------------------------------------------------- | ----------------------------------------------------------------------------------------------- | ----------------------------------------------------------------------------------------------- | ----------------------------------------------------------------------------------------------- | ----------------------------------------------------------------------------------------------- | ----------------------------------------------------------------------------------------------- | ----------------------------------------------------------------------------------------------- | ----------------------------------------------------------------------------------------------- | ----------------------------------------------------------------------------------------------- | ----------------------------------------------------------------------------------------------- | ----------------------------------------------------------------------------------------------- | ----------------------------------------------------------------------------------------------- | ----------------------------------------------------------------------------------------------- | ----------------------------------------------------------------------------------------------- | ----------------------------------------------------------------------------------------------- | ----------------------------------------------------------------------------------------------- |  |
|                                                                                                 |                                                                                                 |                                                                                                 |                                                                                                 |                                                                                                 |                                                                                                 |                                                                                                 |                                                                                                 |                                                                                                 |                                                                                                 |                                                                                                 |                                                                                                 |                                                                                                 |                                                                                                 |                                                                                                 |                                                                                                 |                                                                                                 |                                                                                                 |                                                                                                 |  |
| Marca e modello                                                                                 | Prezzo Lire Ital.                                                                               | Posiz. motore                                                                                   | Trazione                                                                                        | N° cil e pos                                                                                    | Cilin- drata cmc                                                                                | Pot.(HP) regime                                                                                 | Val- vole                                                                                       | Tipo carr.                                                                                      | N° posti                                                                                        | N° porte                                                                                        | Te- laio                                                                                        | Sosp ant                                                                                        | Sosp post                                                                                       | Cam bio                                                                                         | Pas- so                                                                                         | Lungh x Largh                                                                                   | Peso Kg.[***]                                                                                   | Vel. max Km/h                                                                                   |  |
|                                                                                                 |                                                                                                 |                                                                                                 |                                                                                                 |                                                                                                 |                                                                                                 |                                                                                                 |                                                                                                 |                                                                                                 |                                                                                                 |                                                                                                 |                                                                                                 |                                                                                                 |                                                                                                 |                                                                                                 |                                                                                                 |                                                                                                 |                                                                                                 |                                                                                                 |  |
| Alfa Romeo Giulietta Sprint 1957                                                                | 1.990.000                                                                                       | ante- riore                                                                                     | poste- riore                                                                                    | 4 in linea                                                                                      | 1290                                                                                            | 65 HP 6000 giri                                                                                 | in testa                                                                                        | coupé                                                                                           | 2+2                                                                                             | 2                                                                                               | por- tante                                                                                      | indi pend.                                                                                      | asse rigido                                                                                     | 4 +RM                                                                                           | 238                                                                                             | 398,0 x 153,5                                                                                   | 870                                                                                             | 160                                                                                             |  |
| Alfa Romeo Giulietta Sprint 1961                                                                | 1.735.000                                                                                       | ante- riore                                                                                     | poste- riore                                                                                    | 4 in linea                                                                                      | 1290                                                                                            | 80 HP 6300 giri                                                                                 | in testa                                                                                        | coupé                                                                                           | 2                                                                                               | 2                                                                                               | por- tante                                                                                      | indi pend.                                                                                      | asse rigido                                                                                     | 4 +RM                                                                                           | 238                                                                                             | 398,0 x 153,5                                                                                   | 900                                                                                             | 165                                                                                             |  |
| Fiat 1100-103.E-TV coupé Pininfarina 1957                                                       | 1.550.000                                                                                       | ante- riore                                                                                     | poste- riore                                                                                    | 4 in linea                                                                                      | 1090                                                                                            | 53 HP 5200 giri                                                                                 | in testa                                                                                        | coupé                                                                                           | 2+2                                                                                             | 2                                                                                               | por- tante                                                                                      | indi pend.                                                                                      | asse rigido                                                                                     | 4 +RM                                                                                           | 234                                                                                             | 390,0 x 154,0                                                                                   | 830                                                                                             | 140                                                                                             |  |
| Fiat 1200 coupé Pininfarina 1958                                                                | 1.590.000                                                                                       | ante- riore                                                                                     | poste- riore                                                                                    | 4 in linea                                                                                      | 1221                                                                                            | 55 HP 5300 giri                                                                                 | in testa                                                                                        | coupé                                                                                           | 4                                                                                               | 2                                                                                               | por- tante                                                                                      | indi pend.                                                                                      | asse rigido                                                                                     | 4 +RM                                                                                           | 234                                                                                             | 405,0 x 154,0 [a]                                                                               | N.D. [b]                                                                                        | 140                                                                                             |  |
| Fiat 1500 coupé Pininfarina 1960                                                                | 1.950.000                                                                                       | ante- riore                                                                                     | poste- riore                                                                                    | 4 in linea                                                                                      | 1491                                                                                            | 80 HP 6000 giri                                                                                 | in testa                                                                                        | coupé                                                                                           | 2[d]                                                                                            | 2                                                                                               | por- tante                                                                                      | indi pend.                                                                                      | asse rigido                                                                                     | 4 +RM                                                                                           | 234                                                                                             | 403,0 x 152,0                                                                                   | 1000 circa                                                                                      | 170                                                                                             |  |
| Lancia Appia Coupé II serie 1957                                                                | 1.835.000                                                                                       | ante- riore                                                                                     | poste- riore                                                                                    | 4 a V 10°                                                                                       | 1090                                                                                            | 53 HP 5200 giri                                                                                 | in testa                                                                                        | coupé                                                                                           | 2+2                                                                                             | 2                                                                                               | por- tante                                                                                      | indi pend.                                                                                      | asse rigido                                                                                     | 4 +RM                                                                                           | 251                                                                                             | 413,0 x 149,0                                                                                   | 950                                                                                             | 143                                                                                             |  |
| Lancia Appia Coupé III serie 1961                                                               | 1.699.000                                                                                       | ante- riore                                                                                     | poste- riore                                                                                    | 4 a V 10°                                                                                       | 1090                                                                                            | 60 HP 5400 giri                                                                                 | in testa                                                                                        | coupé                                                                                           | 2+2                                                                                             | 2                                                                                               | por- tante                                                                                      | indi pend.                                                                                      | asse rigido                                                                                     | 4 +RM                                                                                           | 251                                                                                             | 413,0 x 149,0                                                                                   | 955                                                                                             | 146                                                                                             |  |
| Moretti-Fiat 1100 coupé 1961-62                                                                 | 1.325.000                                                                                       | ante- riore                                                                                     | poste- riore                                                                                    | 4 in linea                                                                                      | 1090                                                                                            | 60 HP 5800 giri [c]                                                                             | in testa                                                                                        | coupé                                                                                           | 2+2                                                                                             | 2                                                                                               | vedi nota [a]                                                                                   | indi pend.                                                                                      | asse rigido                                                                                     | 4 +RM                                                                                           | 215                                                                                             | 370,0 x 140,0                                                                                   | 820                                                                                             | 155                                                                                             |  |
|                                                                                                 |                                                                                                 |                                                                                                 |                                                                                                 |                                                                                                 |                                                                                                 |                                                                                                 |                                                                                                 |                                                                                                 |                                                                                                 |                                                                                                 |                                                                                                 |                                                                                                 |                                                                                                 |                                                                                                 |                                                                                                 |                                                                                                 |                                                                                                 |                                                                                                 |  |

Note

[***] Peso in ordine di marcia, con vettura parzialmente rifornita.

[a] Telaio composto da elementi di acciaio a sezione rettangolare; pianale-pavimento saldato alla carrozzeria.

[b] Dato non disponibile.

[c] 68 HP misurati col metodo SAE.

[d] Vettura ufficialmente dichiarata a due posti, ma che può comunque ospitare posteriormente - pur sacrificati - uno/due passeggeri.

### Convertibile Vignale

L'abitacolo dell'Appia convertibile Vignale a 2 posti (1957)

La versione convertibile dell'Appia appare, assieme al coupé 2+2 della Pininfarina, al Salone di Ginevra del marzo 1957.
Nato da un bozzetto di Giovanni Michelotti e concretizzato da Vignale, questa cabriolet a 2 posti (giacché di "cabriolet" si tratta, malgrado la definizione ufficiale di "convertibile") si presenta assolutamente in linea con la migliore tradizione Lancia (ottime finiture, interne ed esterne, abitacolo confortevole).

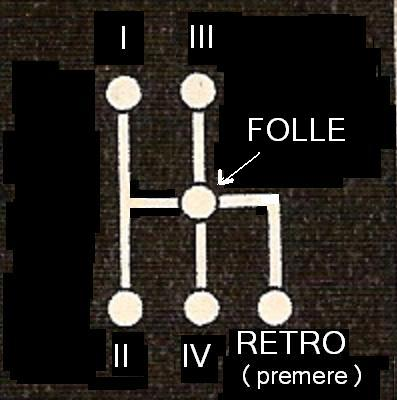
Schema posizioni marce

Gli interni

La "pubblicità" Lancia dell'epoca magnifica così le caratteristiche della macchina: carrozzeria Vignale convertibile a due porte, due posti separati con sedili rivestiti in pelle scorrevoli e regolabili, cristalli laterali completamente rientranti, ampio parabrezza panoramico, capote in tela completamente rientrante, contagiri e termometro acqua, tetto rigido smontabile fornito a richiesta.
Come la contemporanea coupé 2+2 di Pininfarina, anche l'Appia convertibile adotta la mascherina anteriore a sviluppo orizzontale, ispirata a quella della Flaminia.

L'Appia convertibile Vignale a 2 posti ad un Concorso d'eleganza svoltosi a Roma, al Pincio, nel giugno del 1957

La vettura subito incontra un buon consenso tra i critici, soprattutto per la linea molto pulita anche se, in verità, qualcuno nota e rileva un certo squilibrio dovuto alla eccessiva lunghezza della coda.
L'autotelaio, scatolato ed abbassato, è quello, con motore più potente e comando cambio a cloche, all'uopo predisposto dalla Lancia ed utilizzato anche da Pininfarina e da Zagato per le loro creazioni.
Messa in vendita dal maggio del 1957, rimane a listino sino al marzo del '63.
Questi, per sommi capi, gli aggiornamenti subiti nel corso degli anni: trasformazione in "quattroposti" (assieme ad altre piccole modifiche di carrozzeria) nell'estate 1958, lieve potenziamento (da 53 a 54 HP) dopo l'uscita della terza serie berlina nella primavera 1959, adozione del doppio circuito dei freni all'inizio del 1960, variazioni al motore (nuova testata, nuovo collettore con condotti di alimentazione separati, nuovo carburatore, variazioni alla distribuzione) nel maggio/giugno del '60. Dopo queste ultime modifiche, la potenza raggiunge i 60 HP e la velocità sfiora i 150 chilometri all'ora.
Come accaduto per l'Appia coupé Pininfarina - dove la concorrenza viene dalla Alfa Romeo Giulietta Sprint, anche per l'Appia convertibile l'avversaria è un prodotto Alfa Romeo: la sua grande concorrente è infatti, in quegli stessi anni, la Giulietta spider. Purtroppo per l'Appia, la Giulietta spider, una delle più riuscite creazioni di Pininfarina, riscuote un successo straordinario e, forte anche del fatto di poter offrire prestazioni velocistiche decisamente superiori ad un prezzo sostanzialmente uguale, frena la diffusione dell'analogo prodotto Lancia. Anche se i dati di produzione dell'Appia convertibile non sono disponibili, è certo che, in quasi sei anni, dal 1957 al 1963, ne sono state costruite meno di 2.000: ben diversi i numeri delle spider milanesi, che hanno superato le 17.000 unità (dal 1956 al 1962).

#### Convertibile Vignale II serie (1957-59)
Messa in vendita nel maggio 1957 dalla rete commerciale Lancia a 1.775.000 Lire (60.000 Lire in meno rispetto al coupé 2+2 di Pininfarina), questa convertibile derivata dalla II serie Appia viene prodotta sino ai primi mesi del 1959, dopodiché, dopo l'uscita della berlina III serie, viene a sua volta "aggiornata".
Caratteristiche principali
motore: anteriore a 4 cilindri a V di 1089,51 cm³, potenza 53 HP a 5200 giri, valvole in testa; 

carrozzeria: cabriolet 2 porte, 2 posti (4 posti dall'estate 1958), scocca-piattaforma portante, sospensione anteriore ruote indipendenti, sospensione posteriore ad assale rigido;

trasmissione con trazione alle ruote posteriori, cambio a 4 rapporti+retromarcia;

dimensioni e peso: passo cm 251,0 - lunghezza cm 415,0 - larghezza cm 151,0 - peso in ordine di marcia Kg 940 circa (Kg. 950 circa la 4 posti);

velocità max: Km/h 143.

L'abitacolo dell'Appia convertibile Vignale a 4 posti (1959)

Una soltanto, anche se importante, la variazione apportata all'Appia convertibile derivata II serie, nei due anni scarsi di produzione: nell'estate del 1958, grazie alla creazione di un apposito vano alle spalle dei sedili anteriori, viene montata una panchetta che può ospitare, magari un po' sacrificati, due passeggeri. Contemporaneamente a questo importante incremento dell'abitabilità, si ha anche una piccola variazione alla linea di cintura, che ora è assolutamente lineare, perdendo la lieve elevazione verso la coda che caratterizzava gli esemplari precedenti.
Altro particolare modificato è il cofano motore, che ora appare provvisto di una presa d'aria di discrete dimensioni. Anche il tettuccio rigido per la stagione invernale muta nel disegno e si presenta con un lunotto ampliato.

#### Convertibile Vignale III serie (1959-63)

L'Appia convertibile 4 posti con capote abbassata (1960)

Dopo la nascita della III serie berlina, anche le Appia sportive derivate subiscono alcuni aggiornamenti, tra cui un lieve potenziamento del motore (da 53 a 54 CV).
Successivamente (inizio 1960) viene adottato il doppio circuito frenante e vengono apportate piccole modifiche alle luci onde adeguarle alle prescrizioni previste dal Codice della strada italiano appena varato.
Nella primavera del '60 alcuni aggiornamenti tecnici: una nuova testata, un nuovo collettore con condotti di alimentazione separati, un nuovo carburatore e variazioni alla distribuzione. Dopo queste ultime modifiche, la potenza raggiunge i 60 HP e la velocità sfiora i 150 chilometri all'ora.

Vista anteriore dell'Appia convertibile Vignale 4 posti (1959)

Il settimanale dell'Automobile Club d'Italia, nel suo fascicolo numero 20 datato 15 maggio 1960, riporta la notizia di queste novità tecniche riguardanti le Appia sportive e lo stringato resoconto di una breve prova su strada (definita "road impression"), che recita testualmente: ...(omissis)...la modifica tendeva a dare al mezzo una maggiore vivacità senza tuttavia alterare il consumo che è notoriamente molto basso. Dell'effettivo raggiungimento dello scopo abbiamo potuto personalmente renderci conto attraverso una impressione stradale effettuata a Torino con un mezzo che tuttavia era alle sue prime esperienze stradali essendo uscito appena dalla fabbrica. Ma anche per le automobili è vero il detto secondo cui "il buon giorno si vede dal mattino". Si trattava di una convertibile (Vignale) che ci piacque subito per la buona abitabilità e per il comfort, quest'ultimo inteso soprattutto dal punto di vista del guidatore quando riesce a trovare la giusta distanza dal volante, a vedere bene davanti a sé ed a raggiungere con facilità la leva del cambio. Realizzata questa condizione il motore mostrò la sua buona volontà. Detto che quella offertaci per la prova era una vettura assolutamente nuova (e non poteva essere altrimenti visto che la applicazione della modifica è di questi giorni) non possiamo dare alcun ragguaglio sicuro circa le velocità raggiungibili con ciascuna marcia. Riteniamo tuttavia che i 70 in II, gli oltre 100 in III ed i 150 in IV rientrino nelle possibilità di questa macchina, esclusa la vera e propria gran turismo (Zagato) che è in grado di fare molto di più. Quel che conta non è naturalmente la velocità in sé stessa ma il tempo in cui il mezzo raggiunge il suo limite con i vari rapporti. E crediamo che i tecnici della Lancia abbiano mirato proprio ad una maggiore brillantezza e ad un maggior "respiro" onde consentire al guidatore di fare un uso minore del cambio. 
Caratteristiche principali
motore: anteriore a 4 cilindri a V di 1089,51 cm³, potenza 54 HP a 5200 giri (da maggio 1960= 60 HP a 5400 giri), valvole in testa; 

carrozzeria: cabriolet 2 porte, 4 posti, scocca-piattaforma portante, sospensione anteriore ruote indipendenti, sospensione posteriore ad assale rigido;

trasmissione con trazione alle ruote posteriori, cambio a 4 rapporti+retromarcia;

dimensioni e peso: passo cm 251 - lunghezza cm 415,0 - larghezza cm 151,0 - peso in ordine di marcia Kg 950 circa;

velocità max: Km/h 143 (dal maggio 1960=Km/h 146).

#### Le concorrenti dell'Appia Convertibile
Poiché la diffusione all'estero dell'Appia Convertibile è risultata quantitativamente limitata, l'esame della gamma delle vetture che erano in concorrenza con l'Appia Convertibile va limitato alla situazione sul mercato italiano.
Nel periodo interessato che va dal 1957 al 1963 le vetture con caratteristiche simili a quelle del coupé Appia sono comunque poche: l'Alfa Romeo Giulietta Spider - destinata per quasi un decennio a furoreggiare in questa fascia di mercato - e le spider derivate dalla Fiat 1100-103 TV prima e dalla Fiat 1200 e 1500 poi.
Ultima arrivata, la piccola spider disegnata da Ghia per la Innocenti: la 950 spider. Va detto che la Casa di Lambrate sul finire dell'autunno 1960 lancia sul mercato una gamma di piccole vetture con motore al di sotto del litro di cilindrata - frutto della stretta collaborazione con l'inglese British Motor Corporation (Austin/Morris) - composta dalle berline a tipo A40 (a 2 porte oppure con portellone, a 3 porte) e, per l'appunto, da uno spider, che interpreta "all'italiana" la linea dell'Austin-Healey Sprite.
Per completezza, si può aggiungere alla lista la Moretti 1100 spider, una derivata Fiat di piccole dimensioni presentata alla fine del 1961 ma senza un effettivo seguito produttivo.
All'Appia di Vignale va comunque riconosciuto un merito: era l'unica a proporre una cabriolet con un sedile posteriore capace di ospitare abbastanza comodamente due passeggeri: le altre spider, infatti, erano tutte sostanzialmente delle "due posti".

La Fiat 1500 cabriolet (1960)
La Moretti 1100 spider derivata Fiat (1961-62)
La piccola 950 spider Innocenti (1961)
La Fiat 1100 103 TV spider (1955-57)
La Fiat 1200 cabriolet (1960)

Questo il quadro riassuntivo.
| L'Appia Convertibile Vignale e le vetture concorrenti sul mercato Italiano dal 1957 al 1963 | L'Appia Convertibile Vignale e le vetture concorrenti sul mercato Italiano dal 1957 al 1963 | L'Appia Convertibile Vignale e le vetture concorrenti sul mercato Italiano dal 1957 al 1963 | L'Appia Convertibile Vignale e le vetture concorrenti sul mercato Italiano dal 1957 al 1963 | L'Appia Convertibile Vignale e le vetture concorrenti sul mercato Italiano dal 1957 al 1963 | L'Appia Convertibile Vignale e le vetture concorrenti sul mercato Italiano dal 1957 al 1963 | L'Appia Convertibile Vignale e le vetture concorrenti sul mercato Italiano dal 1957 al 1963 | L'Appia Convertibile Vignale e le vetture concorrenti sul mercato Italiano dal 1957 al 1963 | L'Appia Convertibile Vignale e le vetture concorrenti sul mercato Italiano dal 1957 al 1963 | L'Appia Convertibile Vignale e le vetture concorrenti sul mercato Italiano dal 1957 al 1963 | L'Appia Convertibile Vignale e le vetture concorrenti sul mercato Italiano dal 1957 al 1963 | L'Appia Convertibile Vignale e le vetture concorrenti sul mercato Italiano dal 1957 al 1963 | L'Appia Convertibile Vignale e le vetture concorrenti sul mercato Italiano dal 1957 al 1963 | L'Appia Convertibile Vignale e le vetture concorrenti sul mercato Italiano dal 1957 al 1963 | L'Appia Convertibile Vignale e le vetture concorrenti sul mercato Italiano dal 1957 al 1963 | L'Appia Convertibile Vignale e le vetture concorrenti sul mercato Italiano dal 1957 al 1963 | L'Appia Convertibile Vignale e le vetture concorrenti sul mercato Italiano dal 1957 al 1963 | L'Appia Convertibile Vignale e le vetture concorrenti sul mercato Italiano dal 1957 al 1963 | L'Appia Convertibile Vignale e le vetture concorrenti sul mercato Italiano dal 1957 al 1963 |  |
| ------------------------------------------------------------------------------------------- | ------------------------------------------------------------------------------------------- | ------------------------------------------------------------------------------------------- | ------------------------------------------------------------------------------------------- | ------------------------------------------------------------------------------------------- | ------------------------------------------------------------------------------------------- | ------------------------------------------------------------------------------------------- | ------------------------------------------------------------------------------------------- | ------------------------------------------------------------------------------------------- | ------------------------------------------------------------------------------------------- | ------------------------------------------------------------------------------------------- | ------------------------------------------------------------------------------------------- | ------------------------------------------------------------------------------------------- | ------------------------------------------------------------------------------------------- | ------------------------------------------------------------------------------------------- | ------------------------------------------------------------------------------------------- | ------------------------------------------------------------------------------------------- | ------------------------------------------------------------------------------------------- | ------------------------------------------------------------------------------------------- |  |
|                                                                                             |                                                                                             |                                                                                             |                                                                                             |                                                                                             |                                                                                             |                                                                                             |                                                                                             |                                                                                             |                                                                                             |                                                                                             |                                                                                             |                                                                                             |                                                                                             |                                                                                             |                                                                                             |                                                                                             |                                                                                             |                                                                                             |  |
| Marca e modello                                                                             | Prezzo Lire Ital.                                                                           | Posiz. motore                                                                               | Tra- zione                                                                                  | N° cil e pos                                                                                | Cilin- drata cmc                                                                            | Pot.(HP) regime                                                                             | Val- vole                                                                                   | Tipo carr.                                                                                  | N° posti                                                                                    | N° porte                                                                                    | Te- laio                                                                                    | Sosp ant                                                                                    | Sosp post                                                                                   | Cam bio                                                                                     | Pas- so                                                                                     | Lungh x Largh                                                                               | Peso Kg.[***]                                                                               | Vel. max Km/h                                                                               |  |
|                                                                                             |                                                                                             |                                                                                             |                                                                                             |                                                                                             |                                                                                             |                                                                                             |                                                                                             |                                                                                             |                                                                                             |                                                                                             |                                                                                             |                                                                                             |                                                                                             |                                                                                             |                                                                                             |                                                                                             |                                                                                             |                                                                                             |  |
| Alfa Romeo Giulietta Spider 1958                                                            | 1.900.000                                                                                   | ante- riore                                                                                 | poste- riore                                                                                | 4 in linea                                                                                  | 1290                                                                                        | 65 HP 6000 giri                                                                             | in testa                                                                                    | spider                                                                                      | 2                                                                                           | 2                                                                                           | por- tante                                                                                  | indi pend.                                                                                  | asse rigido                                                                                 | 4 +RM                                                                                       | 220                                                                                         | 386,0 x 158,0                                                                               | 850                                                                                         | 160 [a]                                                                                     |  |
| Alfa Romeo Giulietta Spider 1961                                                            | 1.710.000                                                                                   | ante- riore                                                                                 | poste- riore                                                                                | 4 in linea                                                                                  | 1290                                                                                        | 80 HP 6300 giri                                                                             | in testa                                                                                    | spider                                                                                      | 2                                                                                           | 2                                                                                           | por- tante                                                                                  | indi pend.                                                                                  | asse rigido                                                                                 | 4 +RM                                                                                       | 225                                                                                         | 390,0 x 158,0                                                                               | 885                                                                                         | 165 [a]                                                                                     |  |
| Fiat 1100-103.E-TV spider 1957                                                              | 1.300.000                                                                                   | ante- riore                                                                                 | poste- riore                                                                                | 4 in linea                                                                                  | 1090                                                                                        | 53 HP 5200 giri                                                                             | in testa                                                                                    | spider                                                                                      | 2                                                                                           | 2                                                                                           | por- tante                                                                                  | indi pend.                                                                                  | asse rigido                                                                                 | 4 +RM                                                                                       | 234                                                                                         | 390,0 x145,8                                                                                | 880 [b]                                                                                     | oltre 140                                                                                   |  |
| Fiat 1200 cabriolet (Pininfarina) 1960                                                      | 1.420.000                                                                                   | ante- riore                                                                                 | poste- riore                                                                                | 4 in linea                                                                                  | 1221                                                                                        | 58 HP 5300 giri                                                                             | in testa                                                                                    | spider/ cabriolet                                                                           | 2                                                                                           | 2                                                                                           | por- tante                                                                                  | indi pend.                                                                                  | asse rigido                                                                                 | 4 +RM                                                                                       | 234                                                                                         | 403,0 x 152,0                                                                               | 920                                                                                         | 145                                                                                         |  |
| Fiat 1500 spider (Pininfarina) 1960                                                         | 1.800.000                                                                                   | ante- riore                                                                                 | poste- riore                                                                                | 4 in linea                                                                                  | 1491                                                                                        | 80 HP 6000 giri                                                                             | in testa                                                                                    | spider/ cabriolet                                                                           | 2                                                                                           | 2                                                                                           | por- tante                                                                                  | indi pend.                                                                                  | asse rigido                                                                                 | 4 +RM                                                                                       | 234                                                                                         | 403,0 x 152,0                                                                               | 990                                                                                         | 170                                                                                         |  |
| Innocenti 950 spider (Ghia) 1961                                                            | 1.150.000                                                                                   | ante- riore                                                                                 | poste- riore                                                                                | 4 in linea                                                                                  | 948                                                                                         | 43 HP 5200 giri [e]                                                                         | in testa                                                                                    | spider                                                                                      | 2                                                                                           | 2                                                                                           | por- tante                                                                                  | indi pend.                                                                                  | asse rigido                                                                                 | 4 +RM                                                                                       | 203,2                                                                                       | 341,0 x 147,0                                                                               | 725                                                                                         | 135                                                                                         |  |
| Lancia Appia Convertibile II serie 1957                                                     | 1.775.000                                                                                   | ante- riore                                                                                 | poste- riore                                                                                | 4 a V 10°                                                                                   | 1090                                                                                        | 53 HP 5200 giri                                                                             | in testa                                                                                    | spider/ cabriolet                                                                           | 2                                                                                           | 2                                                                                           | por- tante                                                                                  | indi pend.                                                                                  | asse rigido                                                                                 | 4 +RM                                                                                       | 251                                                                                         | 415,0 x 151,0                                                                               | 940                                                                                         | 143                                                                                         |  |
| Lancia Appia Convertibile III serie 1961                                                    | 1.775.000                                                                                   | ante- riore                                                                                 | poste- riore                                                                                | 4 a V 10°                                                                                   | 1090                                                                                        | 60 HP 5400 giri                                                                             | in testa                                                                                    | cabriolet                                                                                   | 2+2                                                                                         | 2                                                                                           | por- tante                                                                                  | indi pend.                                                                                  | asse rigido                                                                                 | 4 +RM                                                                                       | 251                                                                                         | 415,0 x 151,0                                                                               | 950                                                                                         | 146                                                                                         |  |
| Moretti-Fiat 1100 spider 1962                                                               | 1.350.000                                                                                   | ante- riore                                                                                 | poste- riore                                                                                | 4 in linea                                                                                  | 1090                                                                                        | 60 HP 5800 giri [c]                                                                         | in testa                                                                                    | spider                                                                                      | 2                                                                                           | 2                                                                                           | vedi nota [d]                                                                               | indi pend.                                                                                  | asse rigido                                                                                 | 4 +RM                                                                                       | 215                                                                                         | 370,0 x 140,0                                                                               | 835                                                                                         | 150                                                                                         |  |
|                                                                                             |                                                                                             |                                                                                             |                                                                                             |                                                                                             |                                                                                             |                                                                                             |                                                                                             |                                                                                             |                                                                                             |                                                                                             |                                                                                             |                                                                                             |                                                                                             |                                                                                             |                                                                                             |                                                                                             |                                                                                             |                                                                                             |  |

Note

[***] Peso in ordine di marcia, con vettura parzialmente rifornita

[a] Con capote alzata

[b] Valore indicativo, approssimativo, stimato

[c] 68 HP misurati col metodo SAE

[d] Telaio composto da elementi di acciaio a sezione rettangolare; pianale-pavimento saldato alla carrozzeria

[e] 48 HP misurati col metodo SAE

### Berlina Lusso Vignale

La berlina 2 porte 4 posti "Lusso" di Vignale (1960)

Al Salone dell'automobile di Torino dell'autunno 1958 Vignale espone, sempre partendo dal pianale Appia potenziato, una berlina a 2 porte la cui linea appare chiaramente derivata da quella della convertibile, ormai nota ed affermata.
In effetti questa nuova macchina viene posta in vendita soltanto l'anno dopo: al pari di tutte le altre Appia derivate, anch'essa viene inclusa nel listino Lancia ufficiale perché la commercializzazione è affidata alle organizzazioni di vendita della Casa madre.
La nuova vettura viene denominata "Lusso" e in effetti ci si trova al cospetto di una berlina a due porte veloce (140 chilometri orari) ma al tempo stesso confortevole e spaziosa, in grado di trasportare comodamente quattro persone con i relativi bagagli. Ancora una volta causa un prezzo decisamente elevato (al debutto, Lire 1.800.000 ovvero quasi il 50% in più rispetto alla berlina normale) la produzione della Lusso di Vignale non raggiunge grandi numeri, fermandosi sotto la soglia del mezzo migliaio di pezzi (478 esemplari, per l'esattezza).

L'abitacolo dell'Appia Lusso Vignale

Dopo i primissimi esemplari, che forse ancora montano freni normali, dall'inizio del 1960 sull'intera gamma Appia (quindi anche sull'Appia Lusso) viene adottato il doppio circuito frenante.
Caratteristiche principali
motore: anteriore a 4 cilindri a V di 1089,51 cm³, potenza 54 HP a 5200 giri (da maggio 1960= 60 HP a 5400 giri), valvole in testa; 

carrozzeria: berlina 2 porte, 4 posti, scocca-piattaforma portante, sospensione anteriore ruote indipendenti, sospensione posteriore ad assale rigido;

trasmissione con trazione alle ruote posteriori, cambio a 4 rapporti+retromarcia;

dimensioni e peso: passo cm 251 - lunghezza cm 434,0 - larghezza cm 152,0 - peso in ordine di marcia Kg 965;

velocità max: Km/h 140 (dal maggio 1960=Km/h 142).
Anche a questa berlina, uscita già con pianale della terza serie, vengono apportati gli aggiornamenti che, nel maggio/giugno '60, interessano tutte le Appia sportive derivate e che elevano la potenza da 54 a 60 CV e la velocità da 140 a 142 chilometri orari.
Nel luglio del '61 la Appia Lusso scompare dai listini.

#### Le concorrenti dell'Appia Lusso Vignale
Questa vettura non ha concorrenti vere e proprie: scorrendo i listini italiani dell'epoca, non si trova un prodotto similare ad un prezzo analogo. Non esistono, cioè, berline a due porte/quattro posti di cilindrata attorno al litro/litro e mezzo, con prestazioni di discreto livello ma assolutamente senza pretese sportive, realizzate con cura e lussuosamente rifinite. Il prezzo di vendita, poi, mette comunque l'Appia Lusso quasi fuori mercato: basti pensare che le vetture con prezzo di listino prossimo a 1.800.000 Lire (corrispondente a quello praticato per l'Appia) sono di cilindrata e dimensioni molto maggiori (è il caso delle Fiat 1800 e 2100, vendute comunque rispettivamente a Lire 1.485.000 e Lire 1.560.000) oppure con caratteristiche sportive (Alfa Romeo Giulietta Sprint, Lire 1.925.000). Viceversa, prodotti più vicini all'Appia Lusso per cilindrata e dimensioni, costano decisamente assai meno (Lire 1.525.000 l'Alfa Romeo Giulietta TI, Lire 1.200.000 la Fiat 1200 Granluce).

### Giardinetta Viotti

Una vista di 3/4 anteriore della Giardinetta Appia

Al Salone di Torino dell'autunno del 1959 la sola vera novità riguardante la gamma Appia è data dal lancio della versione "famigliare" dovuta a Viotti, un carrozziere da anni specializzato nel settore delle "giardinette" (termine coniato nell'immediato dopoguerra dalla Viotti stessa per definire, in Italia, la carrozzeria "station wagon").
La Giardinetta, che adotta la meccanica della berlina terza serie, ne mantiene anche il frontale, mentre la parte posteriore è contraddistinta dal portellone unico con cerniere in alto.

La Giardinetta Appia ripresa di 3/4 posteriore

La vettura, che presenta un parabrezza più alto di quello della berlina, ha soltanto due portiere laterali. Nell'abitacolo i sedili anteriori sono divisi e, per consentire l'accesso ai posti posteriori, hanno gli schienali ribaltabili in avanti. Il piano di carico, con sedile posteriore ribaltato, sfiora il volume di 1,7 metri cubi, essendo lungo cm 153, largo cm 125 ed alto cm 90.
Anche se la Giardinetta Appia appare nei listini dal febbraio 1960, le consegne ai clienti iniziano nella seconda metà di quell'anno. Prodotta in pratica nel solo 1960, questa versione sparisce dal listino nell'autunno del 1962 quando tutti gli esemplari costruiti hanno trovato un acquirente.
Nel febbraio '60, quando debutta nel listino, il prezzo è di 1.600.000 lire: esattamente un anno dopo ribassa a 1.540.000 (e tale rimane sino all'autunno '62). Una estetica non troppo felice e il consueto handicap del prezzo elevato sono i fattori principali del limitato successo commerciale di questa comunque interessante "station wagon".
Caratteristiche principali
motore: anteriore a 4 cilindri a V di 1089,51 cm³, potenza 48 HP a 4900 giri, valvole in testa; 

carrozzeria: giardinetta 2 porte più portellone, 4/5 posti, scocca-piattaforma portante, sospensione anteriore a ruote indipendenti, sospensione posteriore ad assale rigido;

trasmissione con trazione alle ruote posteriori, cambio a 4 rapporti+retromarcia;

dimensioni e peso: passo cm 251 - lunghezza cm 407,5 - larghezza cm 154,0 - peso in ordine di marcia Kg 1.030 circa;

velocità max: Km/h 120.

Altra veduta della Giardinetta

Nel corso del breve periodo di produzione - un anno circa - non risulta che a questo modello siano state apportate modifiche di rilievo.

#### Le concorrenti dell'Appia Giardinetta Viotti
Nel 1960, quando si affaccia sul mercato nazionale questo un po' singolare prodotto Lancia/Viotti, le "station wagon" commercializzate dai costruttori italiani sono davvero poche: la Fiat propone tre Familiari (su meccanica 1100-103, 1800 e 2100) mentre la Moretti ha ancora in listino la sua versione denominata "4 usi" che può montare motori da 750, 820 e 1000 cm³.
L'Alfa Romeo, invece, sta per concludere un breve periodo di collaborazione con la Carrozzeria Colli, che ha portato alla costruzione di 90 esemplari (71 nel 1959 e 19 nel 1960) di una "giardinetta" su meccanica Giulietta, la sola che, anche in funzione del prezzo, avrebbe potuto essere la reale rivale dell'Appia.

La grossa familiare Fiat disponibile con motore da 1800 oppure 2100 cmc (1960)
La Giulietta "Giardinetta" Colli di 1300 cmc (1960)
La Moretti "4 usi" del 1960, con motori da 750, 820 oppure 1000 cmc
La Fiat 1100-103 D Familiare del periodo 1958-60

| L'Appia Giardinetta Viotti e le vetture concorrenti sul mercato Italiano nel 1960 | L'Appia Giardinetta Viotti e le vetture concorrenti sul mercato Italiano nel 1960 | L'Appia Giardinetta Viotti e le vetture concorrenti sul mercato Italiano nel 1960 | L'Appia Giardinetta Viotti e le vetture concorrenti sul mercato Italiano nel 1960 | L'Appia Giardinetta Viotti e le vetture concorrenti sul mercato Italiano nel 1960 | L'Appia Giardinetta Viotti e le vetture concorrenti sul mercato Italiano nel 1960 | L'Appia Giardinetta Viotti e le vetture concorrenti sul mercato Italiano nel 1960 | L'Appia Giardinetta Viotti e le vetture concorrenti sul mercato Italiano nel 1960 | L'Appia Giardinetta Viotti e le vetture concorrenti sul mercato Italiano nel 1960 | L'Appia Giardinetta Viotti e le vetture concorrenti sul mercato Italiano nel 1960 | L'Appia Giardinetta Viotti e le vetture concorrenti sul mercato Italiano nel 1960 | L'Appia Giardinetta Viotti e le vetture concorrenti sul mercato Italiano nel 1960 | L'Appia Giardinetta Viotti e le vetture concorrenti sul mercato Italiano nel 1960 | L'Appia Giardinetta Viotti e le vetture concorrenti sul mercato Italiano nel 1960 | L'Appia Giardinetta Viotti e le vetture concorrenti sul mercato Italiano nel 1960 | L'Appia Giardinetta Viotti e le vetture concorrenti sul mercato Italiano nel 1960 | L'Appia Giardinetta Viotti e le vetture concorrenti sul mercato Italiano nel 1960 | L'Appia Giardinetta Viotti e le vetture concorrenti sul mercato Italiano nel 1960 | L'Appia Giardinetta Viotti e le vetture concorrenti sul mercato Italiano nel 1960 | L'Appia Giardinetta Viotti e le vetture concorrenti sul mercato Italiano nel 1960 |
| --------------------------------------------------------------------------------- | --------------------------------------------------------------------------------- | --------------------------------------------------------------------------------- | --------------------------------------------------------------------------------- | --------------------------------------------------------------------------------- | --------------------------------------------------------------------------------- | --------------------------------------------------------------------------------- | --------------------------------------------------------------------------------- | --------------------------------------------------------------------------------- | --------------------------------------------------------------------------------- | --------------------------------------------------------------------------------- | --------------------------------------------------------------------------------- | --------------------------------------------------------------------------------- | --------------------------------------------------------------------------------- | --------------------------------------------------------------------------------- | --------------------------------------------------------------------------------- | --------------------------------------------------------------------------------- | --------------------------------------------------------------------------------- | --------------------------------------------------------------------------------- | --------------------------------------------------------------------------------- |
|                                                                                   |                                                                                   |                                                                                   |                                                                                   |                                                                                   |                                                                                   |                                                                                   |                                                                                   |                                                                                   |                                                                                   |                                                                                   |                                                                                   |                                                                                   |                                                                                   |                                                                                   |                                                                                   |                                                                                   |                                                                                   |                                                                                   |                                                                                   |
| Marca e modello                                                                   | Prezzo Lire Ital.                                                                 | Posiz. motore                                                                     | Tra- zione                                                                        | N° cil e pos                                                                      | Cilin- drata cmc                                                                  | Pot.(HP) regime                                                                   | Val- vole                                                                         | Tipo carr.                                                                        | N° posti                                                                          | N° porte                                                                          | Te- laio                                                                          | Sosp ant                                                                          | Sosp post                                                                         | Cam bio                                                                           | Pas- so                                                                           | Lungh x Largh                                                                     | Peso Kg. [***]                                                                    | Vel. max Km/h                                                                     | Portata Kg.                                                                       |
|                                                                                   |                                                                                   |                                                                                   |                                                                                   |                                                                                   |                                                                                   |                                                                                   |                                                                                   |                                                                                   |                                                                                   |                                                                                   |                                                                                   |                                                                                   |                                                                                   |                                                                                   |                                                                                   |                                                                                   |                                                                                   |                                                                                   |                                                                                   |
| Alfa Romeo Giulietta Giardinetta Colli                                            | 1.800.000                                                                         | ante- riore                                                                       | poste- riore                                                                      | 4 in linea                                                                        | 1290                                                                              | 53 HP 5200 giri                                                                   | in testa                                                                          | giardi netta                                                                      | 4/5                                                                               | 5                                                                                 | por- tante                                                                        | indi pend                                                                         | asse rigido                                                                       | 4 +RM                                                                             | 238                                                                               | 400,0 x 156,0 [a]                                                                 | 1030 [a]                                                                          | 140                                                                               | 450[a]                                                                            |
| Fiat 1100-103 Familiare                                                           | 1.125.000                                                                         | ante- riore                                                                       | poste- riore                                                                      | 4 in linea                                                                        | 1090                                                                              | 43 HP 4800 giri                                                                   | in testa                                                                          | giardi netta                                                                      | 4/5                                                                               | 5                                                                                 | por- tante                                                                        | indi pend                                                                         | asse rigido                                                                       | 4 +RM                                                                             | 234                                                                               | 379,0 x 145,8                                                                     | 900                                                                               | 120                                                                               | 380                                                                               |
| Fiat 1800 Familiare                                                               | 1.650.000                                                                         | ante- riore                                                                       | poste- riore                                                                      | 6 in linea                                                                        | 1796                                                                              | 75 HP 5000 giri                                                                   | in testa                                                                          | giardi netta                                                                      | 5                                                                                 | 5                                                                                 | por- tante                                                                        | indi pend                                                                         | asse rigido                                                                       | 4 +RM                                                                             | 265                                                                               | 448,0 x 164,0                                                                     | 1300                                                                              | oltre 135                                                                         | 460                                                                               |
| Fiat 2100 Familiare                                                               | 1.725.000                                                                         | ante- riore                                                                       | poste- riore                                                                      | 6 in linea                                                                        | 2054                                                                              | 82 HP 5000 giri                                                                   | in testa                                                                          | giardi netta                                                                      | 5                                                                                 | 5                                                                                 | por- tante                                                                        | indi pend                                                                         | asse rigido                                                                       | 4 +RM                                                                             | 265                                                                               | 448,0 x 164,0                                                                     | 1300                                                                              | oltre 140                                                                         | 460                                                                               |
| Lancia Appia Giardinetta Viotti                                                   | 1.600.000                                                                         | ante- riore                                                                       | poste- riore                                                                      | 4 a V 10°                                                                         | 1090                                                                              | 48 HP 4900 giri                                                                   | in testa                                                                          | giardi netta                                                                      | 4/5                                                                               | 3                                                                                 | por- tante                                                                        | indi pend.                                                                        | asse rigido                                                                       | 4 +RM                                                                             | 251                                                                               | 407,5, x 154,0                                                                    | 1030                                                                              | 120                                                                               | 410                                                                               |
| Moretti 750 - 4 usi                                                               | 1.250.000                                                                         | ante- riore                                                                       | poste- riore                                                                      | 4 in linea                                                                        | 748                                                                               | 30 HP 4800 giri                                                                   | in testa                                                                          | giardi netta                                                                      | 4                                                                                 | 5                                                                                 | piatta forma                                                                      | indi pend                                                                         | asse rigido                                                                       | 4 +RM                                                                             | 215                                                                               | 380,0 x 143,0                                                                     | 830                                                                               | 100                                                                               | 370[a]                                                                            |
| Moretti 820 - 4 usi                                                               | 1.275.000                                                                         | ante- riore                                                                       | poste- riore                                                                      | 4 in linea                                                                        | 814                                                                               | 37 HP 4800 giri                                                                   | in testa                                                                          | giardi netta                                                                      | 4                                                                                 | 5                                                                                 | piatta forma                                                                      | indi pend                                                                         | asse rigido                                                                       | 4 +RM                                                                             | 215                                                                               | 380,0 x 143,0                                                                     | 830                                                                               | oltre 110[a]                                                                      | 370[a]                                                                            |
| Moretti 1000 - 4 usi                                                              | 1.300.000                                                                         | ante- riore                                                                       | poste- riore                                                                      | 4 in linea                                                                        | 985                                                                               | 41 HP 5000 giri                                                                   | in testa                                                                          | giardi netta                                                                      | 4                                                                                 | 5                                                                                 | piatta forma                                                                      | indi pend                                                                         | asse rigido                                                                       | 4 +RM                                                                             | 215                                                                               | 380,0 x 143,0                                                                     | 830                                                                               | oltre 115[a]                                                                      | 370[a]                                                                            |
|                                                                                   |                                                                                   |                                                                                   |                                                                                   |                                                                                   |                                                                                   |                                                                                   |                                                                                   |                                                                                   |                                                                                   |                                                                                   |                                                                                   |                                                                                   |                                                                                   |                                                                                   |                                                                                   |                                                                                   |                                                                                   |                                                                                   |                                                                                   |

Note

[***] Peso in ordine di marcia, con vettura parzialmente rifornita

[a] Dato indicativo, approssimativo, stimato

## Le Appia II serie berlina elaborate

L'Appia elaborata da Scioneri nella versione che mantiene la mascherina anteriore classica Lancia

Tracciando la storia della Lancia Appia, occorre far cenno a quelle poche decine di unità "elaborate" tra la fine del 1958 e i primi mesi del 1959, dai maggiori carrozzieri italiani partendo dalla normale berlina seconda serie.
Va detto innanzitutto che quella delle vetture "elaborate" esteticamente è una moda, durata pochi anni, che interessa un po' tutte le vetture italiane di maggiore diffusione della seconda metà degli anni cinquanta (Fiat 600 e 1100, Alfa Romeo Giulietta berlina, Lancia Appia): chi desidera una vettura che si distingua dalla versione di serie, senza dover mettere in conto esborsi onerosi per l'acquisto di una vera e propria "fuoriserie", può optare tra l'acquistare una vettura perfettamente di serie e poi caricarla di orpelli più o meno vistosi (mascherine, profili cromati, corpriruote speciali, rostri ai paraurti, ecc) oppure rivolgersi a quei carrozzieri che propongono vetture già modificate e che generalmente presentano, oltre alle solite cromature aggiuntive, anche piccole modifiche più impegnative (pinne, parafanghi, paraurti).

La parte anteriore dell'Appia elaborata da Monterosa, con la mascherina ad andamento orizzontale

La stessa casa torinese iniziò a lanciare la proposta e ad affidare ai carrozzieri alcune scocche da modificare a piacimento, magari senza alterare eccessivamente i lamierati.
Probabilmente lo scopo vero, ma non dichiarato, della Lancia era quello di attingere idee per realizzare la terza serie berlina, il cui lancio era imminente. Nell'impresa si cimentano almeno 9 quotati carrozzieri: Canta, Francis Lombardi, Monterosa, Motto, Scioneri, Touring, Vignale, Viotti e Zagato.

L'Appia elaborata da Zagato

Fra tutte, la elaborazione della carrozzeria Monterosa ed una delle due presentate da Scioneri sono senza dubbio quelle che anticipano più delle altre l'aspetto della terza serie, specie per via della mascherina anteriore del tipo squadrato ispirato a quella adottata dalla Flaminia. L'esperienza in ogni caso termina subito e le Appia seconda serie elaborate - una volta smaltiti i pochi esemplari realizzati a tiratura limitata - non ebbero alcun seguito commerciale.
Per la cronaca: questi esemplari vengono venduti a prezzi variabili tra 1.425.000 e 1.510.000 lire, vale a dire tra le 150.000 e le 235.000 lire in più rispetto alla normale Appia di serie, corrispondenti ad un incremento compreso tra il 12 ed il 18% circa.